# Cinema City
Cinema City International N.V. je nadnárodní mediální společnost, která provozuje ve střední a východní Evropě síť multikin Cinema City. V Izraeli, odkud firma původně pochází, je provozovatelem sítě multikin Yes Planet a Rav-Chen. Celkově provozuje 99 multiplexů a je tak třetím největším provozovatelem kin v Evropě.
V Praze je v provozu šest multiplexů – na Floře, na Zličíně, ve Slovanském domě, na Andělu, v Letňanech a od roku 2018 je také otevřeno na Chodově. V metropoli provozuje také 3D kino, IMAX a 4DX. Další dvě multikina Cinema City se nacházejí v Brně, další multiplexy jsou pak také v Plzni, Pardubicích, Ústí nad Labem a Liberci a nejnověji od března 2012 také v Ostravě. Celkem tedy společnost Cinema City International disponuje 13 kiny v České republice a po odkoupení 100% akcií společnosti Palace Cinemas si tak v Česku drží majoritní podíl na trhu v poskytování kinoslužeb. Nejvíce multikin má Cinema City v Polsku, avšak v budoucnu toto prvenství převezme Rumunsko.
Na počátku roku 2014 řadu kin v Evropě (včetně v Česku) prodává společnosti Cineworld Group.

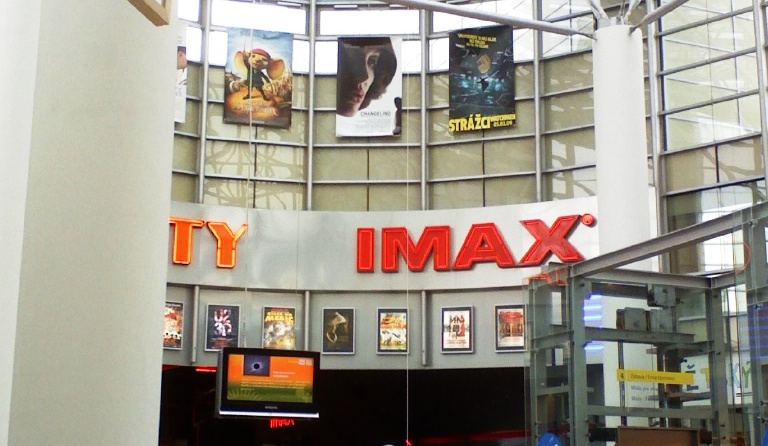
Logo IMAX nad vchodem do CC Flora.

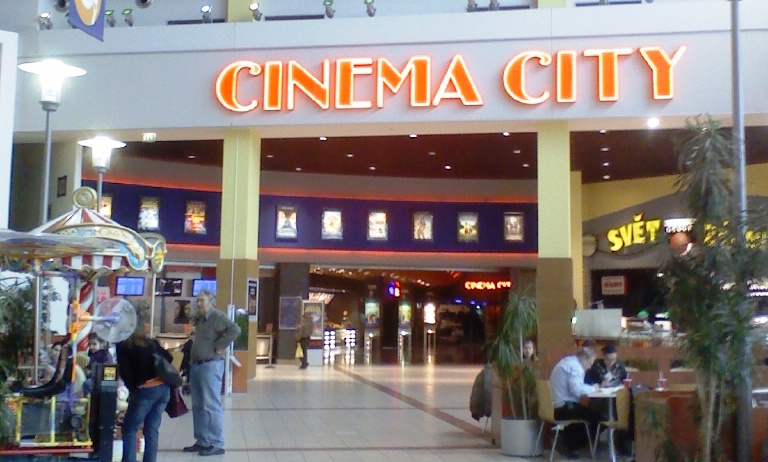
Vchod do CC Zličín

## Digitální projekce
V roce 2009 měla Cinema City v 5 svých kinech (Praha – Flora, Zličín, Galaxie, dále Plzeň a Pardubice) instalovánu plnohodnotnou digitální projekci. Ta rovněž zahrnuje možnost promítání vybraných 3D filmů, které diváci sledují pomocí polarizačních brýlí. Tento typ projekce byl v ČR provozován jen v pražském Imaxu.
Prvním takto promítaným filmem v ČR byl film "Cesta na měsíc 3D".

## Přehled multikin Cinema City v Česku
| Multiplex                  | Poloha                        | Adresa                                                                       | Poznámky                                                                      |
| -------------------------- | ----------------------------- | ---------------------------------------------------------------------------- | ----------------------------------------------------------------------------- |
| Cinema City Zličín         | Metropole Zličín Obv. Praha 5 | Řevnická 121/1 Praha-Zličín, Třebonice 155 21 Praha 517                      | 10 sálů s 1840 sedadly, otevřeno 2002                                         |
| Cinema City Flora          | Palác Flora Obv. Praha 3      | Vinohradská 2828/151 Praha 3, Žižkov 130 00 Praha 3                          | 8 sálů + 1 sál IMAX s 2150 sedadly, otevřeno 2003                             |
| Cinema City Slovanský dům  | Slovanský dům Obv. Praha 1    | Na příkopě 859/22 Praha 1, Nové Město 110 00 Praha 1                         | 10 sálů s 1852 sedadly, otevřeno 2000 (celková rekonstrukce 2015)             |
| Cinema City Nový Smíchov   | OC Nový Smíchov Obv. Praha 5  | Plzeňská 233/8 Praha 5, Smíchov 150 00 Praha 5                               | 12 sálů + 1 sál 4DX s 2723 sedadly, otevřeno 2001                             |
| Cinema City Letňany        | OC Letňany Obv. Praha 9       | Veselská č.p.663 Praha 18, Letňany 199 00 Praha 99                           | 8 sálů s 2239 sedadly, otevřeno 2002 (celková rekonstrukce 2015, 4 nové sály) |
| Cinema City Olympia Brno   | Olympia Brno                  | U dálnice č.p.777 - 664 42 Modřice                                           | 10 sálů, 2248 sedadel, otevřeno 1999                                          |
| Cinema City Velký Špalíček | Velký Špalíček                | Mečová 695/2 Brno-střed, Brno-město 602 00 Brno 2                            | 7 sálů, 1413 sedadel, otevřeno 2001 (celková rekonstrukce 2014)               |
| Cinema City Plzeň          | Plzeň Plaza                   | Radčická 2861/2 Plzeň 3, Jižní Předměstí 301 00 Plzeň 1                      | 9 sálů + 1 sál 4DX s 1623 sedadly, otevřeno 2008                              |
| Cinema City Pardubice      | Palác Pardubice               | Masarykovo náměstí č.p.2799 Pardubice I, Zelené Předměstí 530 02 Pardubice 2 | 8 sálů s 974 sedadly, otevřeno 2009                                           |
| Cinema City Liberec        | Forum Liberec                 | nám. Soukenné 669/2a Liberec IV-Perštýn 460 01 Liberec 1                     | 5 sálů s 868 sedadly, otevřeno 2010                                           |
| Cinema City Ústí nad Labem | Forum Ústí nad Labem          | Bílinská 3490/6 Ústí nad Labem-centrum 400 01 Ústí nad Labem 1               | 5 sálů s 664 sedadly, otevřeno 2010                                           |
| Cinema City Ostrava        | Forum Nová Karolina           | Jantarová 3344/4 Moravská Ostrava 702 00 Ostrava 2                           | 8 sálů s 1195 sedadly, otevřeno 3/2012                                        |

| Megaplex           | Poloha                 | Adresa                                             | Poznámky                                                                                      |
| ------------------ | ---------------------- | -------------------------------------------------- | --------------------------------------------------------------------------------------------- |
| Cinema City Chodov | OC Chodov Obv. Praha 4 | Roztylská 2321/19 Praha 4, Chodov 148 00 Praha 414 | 18 sálů s 2 629 sedadly, otevřeno 10.10.2017 4DX, 3x VIP, DOLBY ATMOS, Barco Laser projectors |

## Expanze
Podle deníku E15 z 28. 8. 2009, plánuje společnost Cinema City v následujících letech vybudovat v ČR až 5 nových multikin - „V tuto chvíli předběžně jednáme o pěti projektech. Z nich dva až tři považuji za lukrativní. Nemohu to ale konkretizovat, protože nic nebylo potvrzeno smluvně,“ odmítl uvést jména lokací provozní ředitel Cinema City Oldřich Kubišta.

## Uzavřená multikina
- Novodvorská Plaza, Praha 4

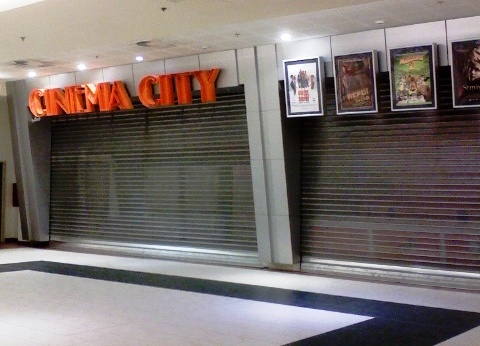
Zrušené multikino CC Novodvorská (foto z 27. 12. 2008)

Prvním zrušeným multiplexem se dne 3.12.2008 stal komplex Cinema City v nákupním centru Novodvorská Plaza v Praze 4, měl 848 sedadel v 5 sálech a otevřen byl v roce 2006.
Marketingové oddělení Cinema City k tomu prohlásilo: „Vedení společnosti Cinema City International se po mnoha jednáních s majiteli nákupního centra Novodvorská Plaza, francouzskou společností Klepierre, rozhodlo, že ukončí provoz multiplexu Cinema City Novodvorská k 3. 12. 2008."
- Park Hostivař, Praha 10

K 1.4.2012 bylo uzavřeno multikino Cinema City Park Hostivař v OC Park Hostivař v Praze 10 - Hostivaři s 8 sály a 1746 sedadly. Poprvé toto kino otevřelo v roce 2000 jako součást sítě Ster Century Cinemas později se zařadilo pod síť Palace Cinemas.
Jednalo se o první moderní multiplex v Praze.
Multikino bylo 24. června 2012 po rekonstrukci opět otevřeno pod novým provozovatelem Premiere Cinemas.
Galaxie, Praha 11
Dne 18. září 2019 bylo uzavřeno multikino Galaxie v Praze 11. Uzavření tohoto multikina bylo plánováno již delší dobu. Toto multikino bylo zavřeno kvůli nízké návštěvnosti z důvodu otevření nového megaplexu Cinema City OC Chodov v roce 2017.